# Jietse Pauwaert
Jietse Pauwaert (Knokke-Heist, 1999) is een Belgische content creator, acteur en muzikant. Hij verwierf bekendheid door zijn humoristische video's op sociale media, met name op TikTok, en heeft deelgenomen aan verschillende online en televisieprojecten.
Sinds 2019 is Pauwaert een populaire figuur op TikTok, waar hij bekend staat om zijn korte sketches waarin hij herkenbare situaties en dialogen imiteert. Zijn content is vaak humoristisch en herkenbaar voor een breed publiek. Hij is ook actief in de theaterwereld met zijn theatergroep Diné, waar hij als acteur op het podium staat. Daarnaast komt zijn muzikale talent tot uiting in zijn content, waaronder zijn hit 'Terrasjesweer'.
In maart 2024 was Pauwaert een van de acht bekende jongeren die deelnamen aan het tweede seizoen van Burger House, een realityreeks op VTM GO. In dit programma runden de deelnemers een week lang een hamburgerrestaurant in Gent.

## Persoonlijk leven
Pauwaert is geboren en getogen in Knokke-Heist. 